# Hovik Keuchkerian
Hovik Keuchkerian Burgui (Beirut, 14 novembre 1972) è un ex pugile e attore spagnolo di origini armene.

## Biografia
È un comico, scrittore e poeta. È noto per aver interpretato il ruolo di Bogotà nella terza e quarta stagione della serie televisiva spagnola La casa di carta, distribuita da Netflix.

## Filmografia

### Cinema
- Perdido, regia di Alberto Dorado - cortometraggio (2010)
- Tarde de fútbol, regia di Miguel Pita - cortometraggio (2011)
- El otro, regia di Jorge Dorado - cortometraggio (2012)
- Simón, regia di Jorge Dorado - cortometraggio (2012)
- Los días no vividos, regia di Alfonso Cortés-Cavanillas (2012)
- Nieulotne, regia di Jacek Borcuch (2013)
- Alacrán enamorado, regia di Santiago Zannou (2013)
- Justi&Cia, regia di Ignacio Estaregui (2014)
- Toro, regia di Kike Maíllo (2016)
- Assassin's Creed, regia di Justin Kurzel (2016)
- El club de los buenos infieles, regia di Lluís Segura (2017)
- Reevolution, regia di David Sousa Moreau (2017)
- L'uomo che uccise Don Chisciotte (The Man Who Killed Don Quixote), regia di Terry Gilliam (2018)
- 4 latas, regia di Gerardo Olivares (2019)
- Il buco - Capitolo 2 (El hoyo 2), regia di Galder Gaztelu-Urrutia (2024)

### Televisione
- Hispania, la leyenda - serie TV, 20 episodi (2010-2012)
- Way Out, regia di Mario Pagano - film TV (2012)
- Isabel - serie TV, 4 episodi (2013)
- El ministerio del tiempo - serie TV, 1 episodio (2015)
- The Night Manager - miniserie TV, 6 episodi (2016)
- Snatch - serie TV, 2 episodi (2017)
- La casa di carta (La casa de papel) - serie TV, 16 episodi (2019-2021)
- Regina rossa (Reina roja)  - serie TV, 7 episodi 2024
- Rapina al Banco Central (Asalto al Banco Central) – miniserie TV, 5 episodi (2024)

## Doppiatori italiani
Nelle versioni in italiano dei suoi film, Hovik Keuchkerian è stato doppiato da:
- Paolo Marchese in Snatch
- Stefano Alessandroni in L'uomo che uccise Don Chisciotte
- Gianluca Tusco ne La casa di carta
- Dario Oppido in Regina Rossa
- Stefano Santerini in Il buco - Capitolo 2